# Эррант, Софи
Софи Эррант (фр. Sophie Errante) — французский политик, депутат Национального собрания Франции.

## Биография
Софи Эррант родилась 22 июля 1971 года в Нанте в семье профессора и акушерки. Получила образование в области международной торговли. В 1998 году она переехала в поселок Ла-Шапель-Элен, где вместе с мужем основала компанию по производству медицинского оборудования.
В 2008 году Софи Эррант была избрана мэром Ла-Шапель-Элен. В 2012 году она стала кандидатом  Социалистической партии на выборах в Национальное собрание по 10-му избирательному округу департамента Атлантическая Луара, в котором традиционно побеждали правые. Во втором туре Софи Эррант победила кандидата правых, мэра Верту Лорана Дежуа, и стала первым левым и первой женщиной-депутатом от этого округа.
Не желая баллотироваться на второй срок на муниципальных выборах 2014 года, она тем не менее решила поддержать своего первого заместителя Жана Тёрнье, вошла в его выборный список и была избрана муниципальным советником Ла-Шапель-Элен.
В 2017 года Сара Эррант получила поддержку партии «Вперёд, Республика!» на предстоящих выборах в Национальное собрание и стала кандидатом от этой партии. 18 июня 2017 она победила во 2-м туре кандидата партии Республиканцы и сохранила мандат депутата Национального собрания. 23 июня 2017 она объявила о намерении бороться за пост председателя Национального собрания, на праймериз от партии «Вперёд, Республика!» заняла второе место, уступив Франсуа де Рюжи.
В ноябре 2017 года Сара Эррант вошла в состав Исполнительного бюро «Вперёд, Республика!». Она также является председателем французской группы депутатов в Межпарламентском союзе. В феврале 2018 года была назначена председателем комиссии по надзору за деятельностью финансового института «Касса депозитов и консигнаций» (La Caisse des dépôts et consignations).
В 2020 году претендовала на лидерство в списке «Вперёд, Республика!»  на муниципальных выборах в Нанте, но позднее отказалась от участия в этих выборах. 
На выборах в Национальное собрание в 2022 году вновь баллотировалась в десятом округе департамента Атлантическая Луара от президентского большинства и сохранила мандат депутата, набрав во втором туре 56,5 % голосов. Является членом Комиссии по финансам, экономике и бюджетному контролю Национального собрания.

## Занимаемые должности
21.03.2008 — 28.03.2014 — мэр коммуны Ла-Шапель-Элен 

29.03.2008 — 14.03.2020 — член муниципального совета коммуны Ла-Шапель-Элен 

с 20.06.2012 — депутат Национального собрания Франции от 10-го избирательного округа департамента Атлантическая Луара 